# Christopher Frank
Christopher Frank (Beaconsfield, Reino Unido, 12 de diciembre de 1942 – París, 21 de noviembre de 1993) fue un escritor y director de cine francés de origen británico.

## Biografía
Frank realizó sus estudios secundarios en Deauville. Se acercó a las tablas en el Royal Court Theatre de Londres como asistente de puesta en escena de Les Nègres de Jean Genet. Trabaja también como fotógrafo, traductor y periodista. 
Como escritor, debuta con la novela Mortelle, que recibe el premio Hermès. Escribe luego dos obras teatrales que se representan en París: La Mort de Lord Chatterley (1971) y La Valse (1972) y se hace cargo de la adaptación y puesta en escena de Question de virilité (1974) de Michael Weller.
Frank comenzó entonces su carrera cinematográfica escribiendo guiones para directores como Costa-Gavras o Alain Delon, para más tarde dedicarse de lleno a la dirección. Algunas de sus novelas le sirvieron como base para las películas, mientras que El sueño del mono loco fue adaptada para la película homónima (1990), dirigida por Fernando Trueba, quien ganó los Premios Goya al mejor director y al mejor guion adaptado. En esta obra, Frank utiliza como contexto las negociaciones para la producción de una película a medida desde el punto de vista del guionista que debe inventar una historia para representar las obsesiones del director. 
En su labor como guionista, Frank perdió una demanda interpuesta por la empresa Sofracima por las alteraciones que había efectuado a un texto original, una descripción psicológica del protagonista, al agregarle escenas de acción y violencia física. Por su parte, Frank argumentó que los cambios respondían a razones técnicas para hacer viable la expresión de la obra en un medio diferente, libertad de transformación que había sido confirmada en fallos recientes. En una carta presentada por la demandante, el autor consideraba que se había afectado su derecho moral de autor, lo que fue avalado por el tribunal. Frank fue condenado a pagar por daños 30.000 francos franceses (1979, segunda instancia 1982).
Christopher Frank murió en París de un infarto de miocardio a los 50 años.

## Obra

### Filmografía como director
- Josepha (1982, nominada al Premio César como mejor ópera prima)
- Femmes de personne (1984)
- L'Année des méduses (1984)
- Spirale (1987)
- Adieu Christine (1989, película para TV)
- La Seconde (1990, película para TV)
- Julie de Carneilhan (1990, película para TV)
- La Femme de l'amant (1992, película para TV)
- Elles n'oublient jamais (1994)

### Novelas
- Je ferai comme si je n'étais pas là (Éditions du Seuil, 1989)
- Le Chevalier et la reine (Éditions du Seuil, 1989)
- L'Année des méduses (Éditions du Seuil, 1984)
- Josepha (Éditions du Seuil, 1979)
- El sueño del mono loco (Le rêve du singe fou, Éditions du Seuil, 1976)
- La Nuit américaine (Éditions du Seuil, 1972, premio Renaudot, filmada como L'important c'est d'aimer por Andrzej Zulawski)
- Mortelle (1968, premio Hermès)